# Ingrid Jacquemod
Ingrid Jacquemod (Bourg Saint Maurice, 23. rujna 1978.) je francuska alpska skijašica.
Ingrid Jacquemod ima jednu pobjedu u Svjetskom skijaškom kupu ostvarenu u spustu, također ima i tri druga i jedno treće mjesto u spustu i jedno treće u superveleslalomu. Najbolji rezultat na olimpijskim igrama ima iz Vancouver 2010. godine, kada je osvojila 10. mjesto u superveleslalomu.

## Pobjede u Svjetskome kupu
| Datum             | Mjesto         | Disciplina |
| ----------------- | -------------- | ---------- |
| 7. siječnja 2005. | Santa Caterina | spust      |

## Vanjske poveznice
- FIS-ov profil  Arhivirana inačica izvorne stranice od 29. rujna 2007. (Wayback Machine)
- Osobna stranica Ingrid Jacquemod